# 西南学院グリークラブ
西南学院グリークラブ（せいなんがくいんグリークラブ）は西南学院大学の学生により構成される、1919年設立の九州最古の大学男声合唱団である。略称は西南グリー。

## 沿革・活動
西南学院創立3年後の1919年（大正5年）に宣教師フルジュムにより、チャペルサービスの楽器･合唱のグループとして誕生し、1928年（昭和3年）に合唱部門（グリークラブ）と楽器部門（音楽部）に分離独立。1934年（昭和9年）に第1回定期演奏会を九州日報社ホールで開催し、西南学院グリークラブとして合唱活動を始めた。
1943年（昭和18年）、国際情勢が緊迫化し戦時体制が強化される中「学徒戦時動員体制確立要綱」が6月に閣議決定され、同年7月10日の第9回定期演奏会（戦前の定期演奏会）を以って活動停止に至った。この時に演奏したグノーの「兵士の合唱」等は万雷の拍手で称され、戦後指揮者として男声合唱を牽引した福永陽一郎は部員としてピアノ伴奏を担当、後に「純粋に美しい精神の盛り上がりを体験した事は後々あまりなかった。青年の心情の美しさが、音楽を通して結びつき、実を結んだ最も素晴しい水晶・・」「演奏会終了後『いざ起て戦人よ』を二度と共に歌う事はない、と福岡市の西新から天神までの4kmを涙し万感の思いを込めて歌い行進した」と記している。「いざ起て戦人よ(Rise, Ye Children of Salvation)」は1920年関西学院グリークラブが初演、同志社グリークラブ、西南グリーも英語で歌っていたが、戦中英語は敵性語として歌えず、キリスト教排斥により宣教師も帰国する中、部長（顧問教員）を務め西南グリーOBでもあった藤井泰一郎（英文科教授）が訳詞し、西南グリーだけは日本語で愛唱歌として歌い続けた。
1945年（昭和20年）10月に復員した10名の部員で再興。翌1946年（昭和21年）春、後に指揮者、作曲家として音楽界の重鎮となる石丸寛を、当時まだ23歳の若さであったが専任指揮者として迎え、石丸の指導の下1947年（昭和22年）の第1回西部合唱コンクールで1位を獲得した。1950年（昭和25年）時点においては、指揮者が石丸寛、ピアノ伴奏が福永陽一郎という、その後共に日本の音楽界の重鎮となるコンビであった。その後石丸の上京に伴い、学生指揮で再出発することになったが、進藤邦彦（のちフォー・コインズ）の指揮により1951年（昭和26年）第4回全日本合唱コンクール大学の部で5位（西部大会1位）、1952年（昭和27年）6月に第1回独立演奏会（現・定期演奏会第1回）を開催。11月の第5回全日本合唱コンクールでは大学の部3位（西部大会1位）を獲得。その後も九州大学、福岡教育大学を抑えて全国大会に連続出場し「合唱の西南」は全国的にも有数の男声合唱団のひとつとして知られるようになった。
1959年（昭和43年）創立40周年記念第8回定期演奏会をOBの福永陽一郎を客演指揮者に迎え、OB合唱団・西南シャントゥールの賛助出演等により開催。1969年（昭和44年）7月、創立50周年記念第18回定期演奏会を行ない、7月に小倉､10月に関西・東京で創立50周年記念演奏会を、12月には「50周年記念西南学院グリークラブフェスティバル」を開催した。1974年（昭和49年）には創立55周年記念九州一周演奏旅行（佐賀､熊本､鹿児島､宮崎､北九州､長崎）と創立55周年記念第23回定期演奏会を実施。1979年（昭和54）年は2月に第1回アメリカ演奏旅行、12月に創立60周年記念第28回定期演奏会を開催した。以降6回（2016年現在）にわたるアメリカ演奏旅行、ヨーロッパ等の海外演奏旅行の他、国内の演奏旅行、関西学院グリークラブ、同志社グリークラブや海外を含めた男声､混声､女声合唱団とのジョイント、賛助出演等を行った。
石丸寛、福永陽一郎、畑中良輔、関屋晋、北村協一などプロ指揮者を客演指揮者として迎え毎年の定期演奏会を開催、1990年代初頭は部員が100名を超えたが、2006年（平成18年）の第54回定期演奏会を終えた翌2006年（平成18年）3月には3名の現役部員の卒業によって部員が1名となり、実質的に活動停止状態になった。この年は西南グリーの活動の源でもあったランキン・チャペルが老朽化により解体となるめ、同チャペルにおいて「ありがとうランキン・チャペル」を開催。全国から西南グリーOBが集まり、20歳代から80歳代まで総勢250名が男声合唱でランキン・チャペルとの別れを惜しんだ。この時点で現役グリークラブ員はゼロであったが、その後OBの尽力により2008年（平成20年）5名の部員により創立90周年記念演奏会を西南学院大学チャペルにて開催。2009年（平成31年）「創立90周年記念西南学院グリークラブフェスティバル」を開催。OB300名が集まり、新装なった西南学院大学チャペルにて、卒業年代10年毎のステージに現役グリー部員も含めて合唱した。2010年（平成21年）西南コミュニティセンターにてリバイバルコンサートを開催。翌2011年（平成22年）定期演奏会を再開（第55回）。2019年（令和元年）9月22日、客演指揮者に小久保大輔を迎え「創立100周年記念西南学院グリークラブフェスティバル」を開催した。

## 主なOB
- 福永陽一郎（指揮者）
- 内海敬三（指揮者）
- 川崎洋（詩人・放送作家）
- 進藤邦彦（フォー・コインズ）
- 毛屋禎吉（フォー・コインズ）
- 岸川均（KBC九州朝日放送ディレクター）[2]
- 中村基樹（RKB毎日放送アナウンサー）

## 西南シャントゥール
1954年（昭和29年）、卒業しても歌をつづけようとOB合唱団を作ることになり、OBの内海敬三（指揮者）らが中心となり、一般の男声合唱団「西南シャントゥール」（フランス語で「歌う人」の意）を創設。西部合唱コンクールに出場し、伝統を誇る福岡合唱団を破り1位、全国大会でも3位に入賞した。以来、西南学院卒業生のみのメンバー、同窓会的な歌ではなく高みを目指した男声合唱にこだわって活動を続けている。西南学院グリークラブOB会とは異なる。西南学院卒業生であれば合唱経験なしでも加入できる。